# Aepus marinus
Aepus marinus – gatunek chrząszcza z rodziny biegaczowatych. Żyje w strefie przybrzeżnej mórz Północnej Europy, pod kamieniami. Żywi się skoczogonkami